# Lill-Hyssjön
Lill-Hyssjön är en sjö i Strömsunds kommun i Ångermanland och ingår i Ångermanälvens huvudavrinningsområde. Sjön har en area på 0,203 kvadratkilometer och ligger 229,9 meter över havet. Sjön avvattnas av vattendraget Regasjöån (Hössjöån).

## Delavrinningsområde
Lill-Hyssjön ingår i det delavrinningsområde (707825-151075) som SMHI kallar för Utloppet av Lill-Hyssjön. Medelhöjden är 283 meter över havet och ytan är 5,29 kvadratkilometer. Räknas de 7 avrinningsområdena uppströms in blir den ackumulerade arean 121,25 kvadratkilometer. Regasjöån (Hössjöån) som avvattnar avrinningsområdet har biflödesordning 4, vilket innebär att vattnet flödar genom totalt 4 vattendrag innan det når havet efter 152 kilometer. Avrinningsområdet består mestadels av skog (71 procent) och sankmarker (14 procent). Avrinningsområdet har 0,2 kvadratkilometer vattenytor vilket ger det en sjöprocent på 3,8 procent.